# Делианич, Ариадна Ивановна
Ариадна Ивановна Делианич (ур. Степанова, 13 мая 1909, Севастополь — 31 августа 1981, Сан-Франциско) — российсская журналистка и писательница.

## Биография
Дочь контр-адмирала И. И. Степанова. В ноябре 1920 эвакуировалась с семьёй из Крыма. Жила в эмиграции в Королевстве Сербов, Хорватов и Словенцев в Белграде. Получила высшее юридическое образование, окончила школу журналистики.
С 1933 писала для югославских газет «Время», «Обнова» и других. Автор двух сборников рассказов, изданных до войны в Югославии. Была замужем за офицером Королевской армии Югославии, убитым титовскими партизанами.
Во время Второй мировой войны и немецкой оккупации Югославии была курьером и связником подразделений Югославских войск на родине генерала Д. Михайловича. В 1942 за контакты с четниками арестована белградским Гестапо, но освобождена через 40 суток благодаря вмешательству Д. Летича. С декабря 1944 — офицер связи Особого полка «Варяг» (с 1945 — в составе ВС КОНР) полковника М. А. Семёнова, оперировавшего в районе Любляны (Словения). В мае 1945 отступила с одним из батальонов полка из Словении в район Клагенфурт — Виктринг (Австрия).
В 1945—1947 годах находилась в заключении в английском лагере для интернированных в районе Вольфсберга.
В США с 1950, поселилась в Сан-Франциско. Первое время работала прислугой. В 1953—1973 гг. — главный редактор газеты «Русская жизнь» (Сан-Франциско). Автор романа «Туманы» и сборника рассказов «Отель на Турахских высотах».

## Сочинения
- Вольфсберг — 373.
- Туманы. Сан-Франциско, «Глобус», 1980 pdf
- Отель на Турахских высотах. Сан-Франциско, «Глобус», 1982.